# 南相木ダム
南相木ダム（みなみあいきダム）は、長野県南佐久郡南相木村、信濃川水系南相木川に建設されたダム。高さ136メートルのロックフィルダムで、東京電力リニューアブルパワーの発電用ダムである。同社の揚水式水力発電所・神流川発電所の上池を形成。下池・上野ダムとの間で水を往来させ、最大282万キロワットの電力を発電する計画である。ダム湖の名は奥三川湖（おくみかわこ）という。なお、日本のダムの中では最も標高の高い、標高1532メートルに堤体が位置する。

## 概要
神流川発電所は、南相木ダム湖（奥三川湖）を上池、上野ダム湖（奥神流湖）を下池として利用する揚水発電所である。南相木ダムは、その上池として1995年（平成7年）より建設開始、2005年（平成17年）に完成した。
現在、神流川発電所1・2号機（各470MW）が稼動しているが、最終的には6台の水車発電機により、揚水発電所としては世界最大となる2,820MWの発電を行う予定である。堤頂への自動車の進入は禁じられているが、徒歩での立ち入りは認められている。

## 水利問題

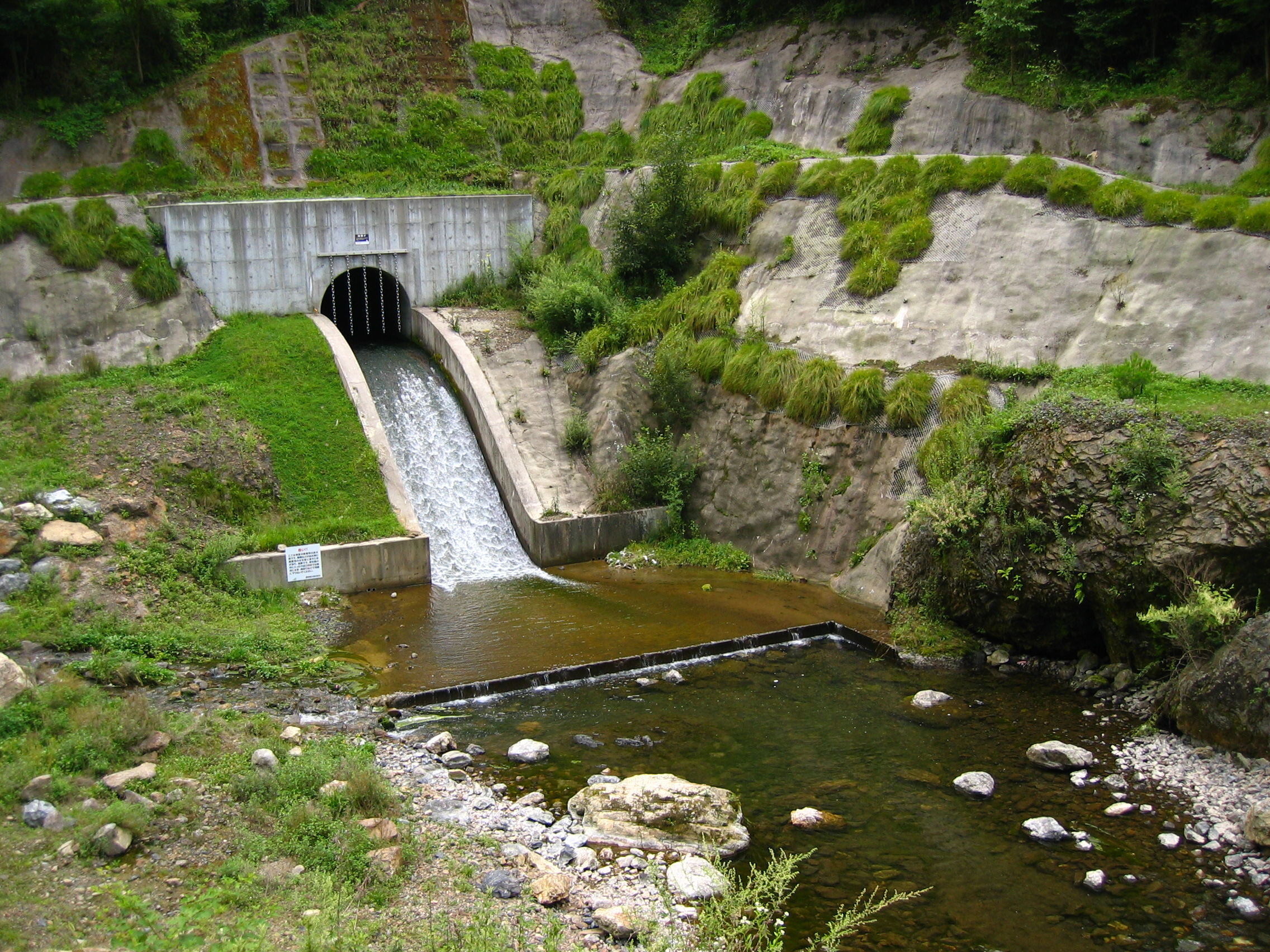
南相木ダム下流、洪水吐出口横に設けられた南相木川のバイパスの出口

南相木川の水は南相木ダムを通さず、脇から導水路を経由して洪水吐付近に放流されている（増水時には増水分はダム湖に流れ込む仕組みになっている）。これは、慣行水利権・漁業権の関係から南相木川の水を発電に利用することができないためである。
この方式は同じく東京電力の玉原ダムで採用されたものであり、異なる水系の河川水が混入することで下流の漁業資源・生態系に悪影響が生じることへの配慮でもある。したがって湖水はすべて神流川の水を揚水したものである。

## 周辺

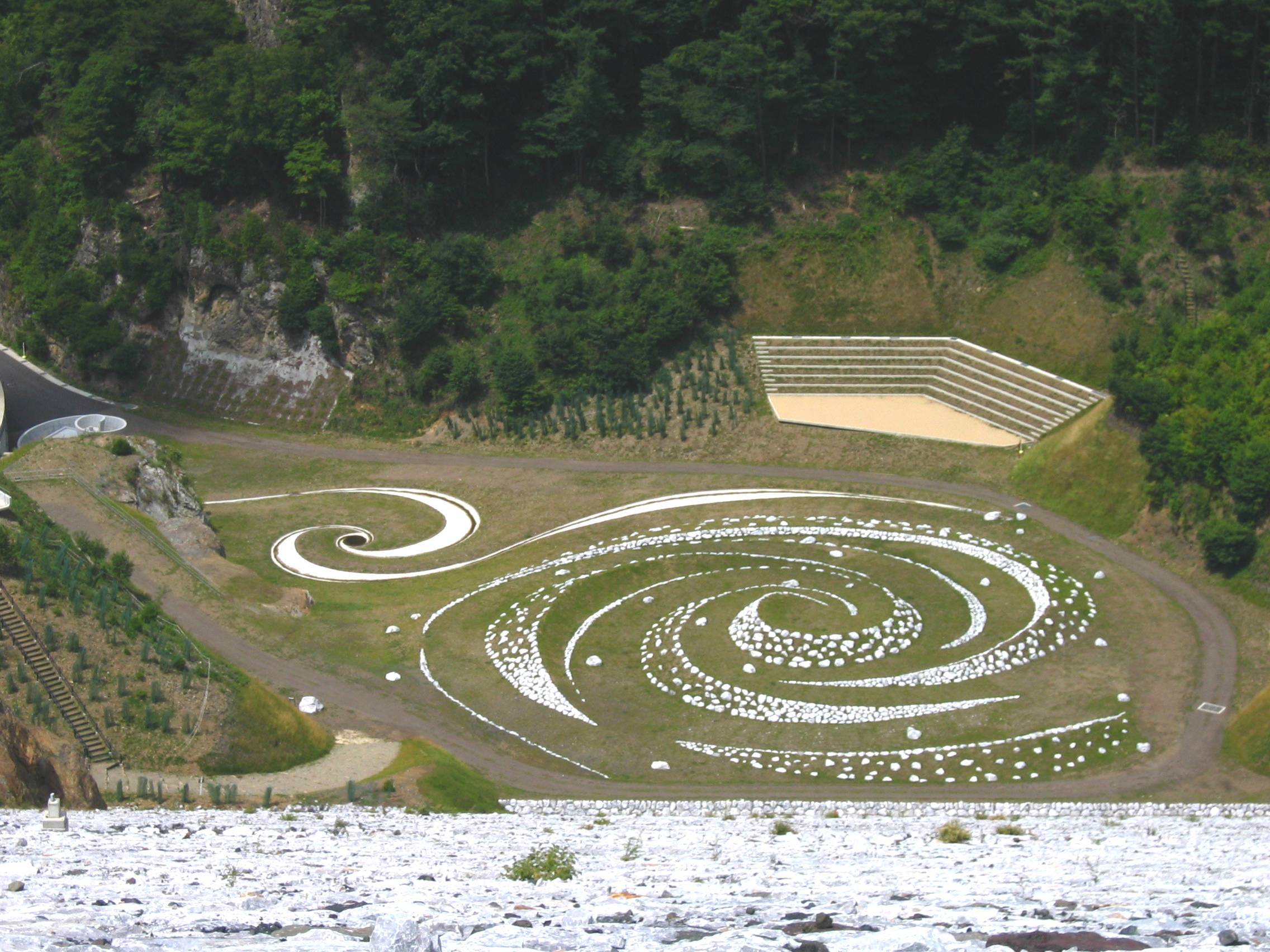
ダム下流側に設けられたウズマクヒロバ

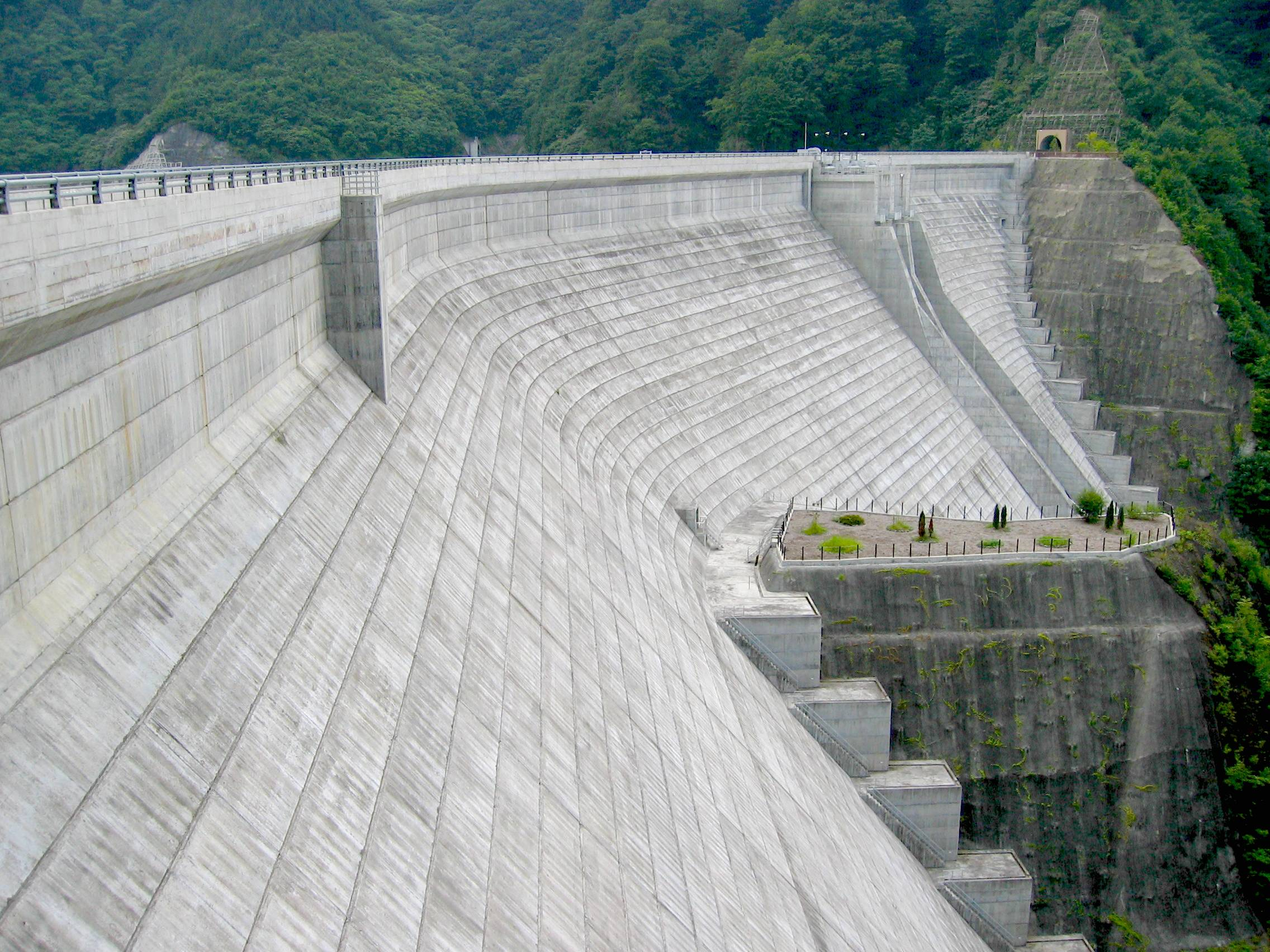
南相木ダムと密接に連携する上野ダム（群馬県）

ダム周辺は上流・下流にわたって公園が整備されており、完成以降は南相木村の観光資源として積極的に開放されている。
前述の通り、堤頂部は日本のダムの中で一番標高が高く、晴れた日には八ヶ岳を望むこともできるなど眺望がよい。
ダム下流の公園にはウズマクヒロバと呼ばれる広場が設けられており、ウズ・ナガレ・ラセンの3要素を石灰岩・水・コンクリートの壁により表現している。ウズマクヒロバは2006年度のグッドデザイン賞を受賞した。なお、ウズマクヒロバは自動車での進入が認められている。
南相木ダム建設に伴い、南相木村には固定資産税が入り、2006年度からは地方交付税交付金の不交付団体に指定されている。

### 交通
道路状況も良好で、国道141号より南相木村方面へ進めばたどり着ける。ただし、11月中旬から4月下旬までの冬季は通行止めとなる。
神流川発電所下池である上野ダムへは、一度山を下りて北相木村方面からぶどう峠（県道124号）を越える経路が最短である。南相木ダムより御巣鷹山の下を通り、群馬県側に抜ける御巣鷹山トンネルは、2014年現在、ゲートにより封鎖され、一般車両の通行ができない。